# W88 핵탄두

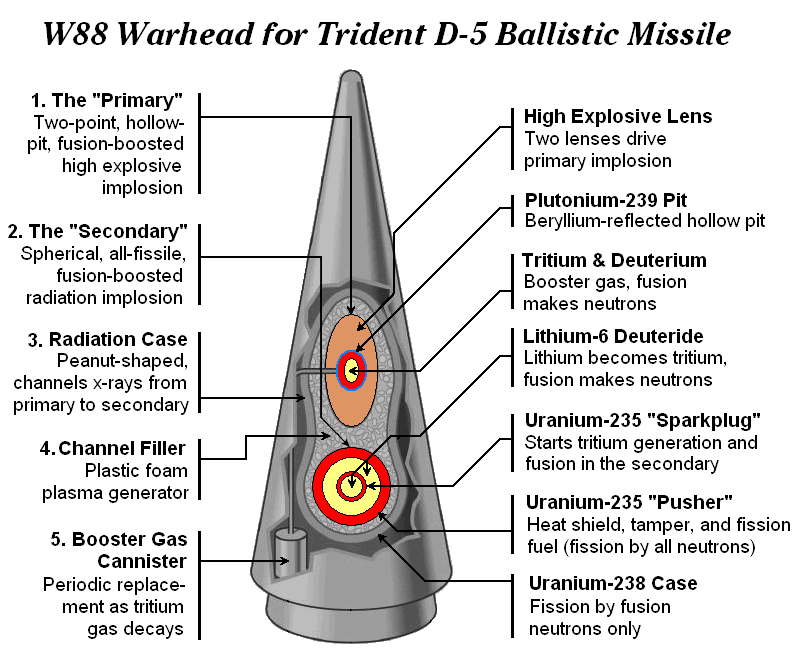
W88 핵탄두의 특징은 상단에 위치한 2차 핵융합 폭탄이 기존의 원통형이 아니라 땅콩 모양이라는 것이다.

W88 핵탄두는 미국의 트라이던트 II 미사일에 장착된 핵탄두이다. 텔러 울람 디자인을 사용한 수소폭탄이다.
1970년대 로스앨러모스 국립 연구소에서 개발했다. 1999년 로스앨러모스 국립 연구소장은 W88 핵탄두가 미국의 가장 최신 핵탄두라고 말했다.
트라이던트 II SLBM에 12발이 탑재된다. 18척의 오하이오급 잠수함에 24발의 트라이던트 II가 탑재된다. 트라이던트 II는 2014년 현재 37,320,070 달러(424억원)이다. 따라서, 로켓의 가격이 포함된 문제가 있기는 하지만, W88 핵탄두는 대략 35억원 정도 한다.
W88 핵탄두는 길이 68.9 in (1.75 m), 최대직경 21.8 인치 (0.55 m), 무게 800 lb (360 kg), 폭발력 TNT 475 kt인 수소폭탄이다.
텔러 울람 디자인에서 1차 핵분열 폭탄은 축구공 모양의 내폭형 핵폭탄이고, 2차 핵융합 폭탄은 원통형인데, W88은 2차가 원통형이 아니라 땅콩, 럭비공처럼 둥글게 생겼다. 땅콩 모양 2차 핵융합 폭탄이 세계 최신형 수소폭탄인 W88의 큰 특징이라고 알려져 있다.

## 미국의 현용 핵전력
2010년 현재 미국은 2개의 핵폭탄과 6개의 핵탄두를 실전배치중이다.
- B61 핵폭탄
  - B-1B, B-2A, B-52H 전략폭격기들은 물론, F-15E, F-16A/B/C/D, F/A-18A/B/C/D/E/F, F-22 전투기에 장착할 수 있는 700 파운드 (320 kg) 무게, 최대 TNT 350 킬로톤급 폭발력을 가진 핵폭탄이다. 1968년부터 실전배치되었다.
- B83 핵폭탄
  - B-1B, B-2A, B-52H 전략폭격기들은 물론, F-15E, F-16A/B/C/D, F/A-18A/B/C/D/E/F, F-22 전투기에 장착할 수 있는 2,400 파운드 (1,100 kg) 무게, 최대 TNT 1.2 메가톤급 폭발력을 가진 핵폭탄이다. 1983년부터 실전배치되었다.
- W62 핵탄두
  - 미니트맨 ICBM에 장착하는 무게 253 파운드, 폭발력 170 킬로톤의 핵탄두이다. 1970년부터 1976년까지 생산되었다.
- W76 핵탄두
  - 트라이던트 미사일에 장착하는 362 파운드 (164 kg) 무게에 100킬로톤 폭발력의 핵탄두이다. 1978년부터 1987년까지 생산되었다.
- W78 핵탄두
  - 미니트맨 미사일에 장착하는 무게 800 파운드, 폭발력 350 킬로톤의 핵탄두이다.
- W80 핵탄두
  - 토마호크 미사일에 장착하는 290 파운드 (132 kg), 폭발력 최대 150 킬로톤의 핵탄두이다.
- W87 핵탄두
  - 원래 피스키퍼 미사일의 무게 600 파운드 (270 kg)인 핵탄두인데, 피스키퍼 미사일은 미러조약에 의해 전량 폐기되었다. 그 이후 미니트맨 미사일에 장착하기로 했다. 최근에는 미젯맨 미사일에 장착하려고 개발했다가 취소되었다.
- W88 핵탄두
  - 트라이던트 미사일에 장착하는 800 파운드 (360 kg) 무게, 475 킬로톤 폭발력의 핵탄두이다.

## 같이 보기
- 핵무기 목록
- 수소폭탄